# Marienburg (Köln, Villa)

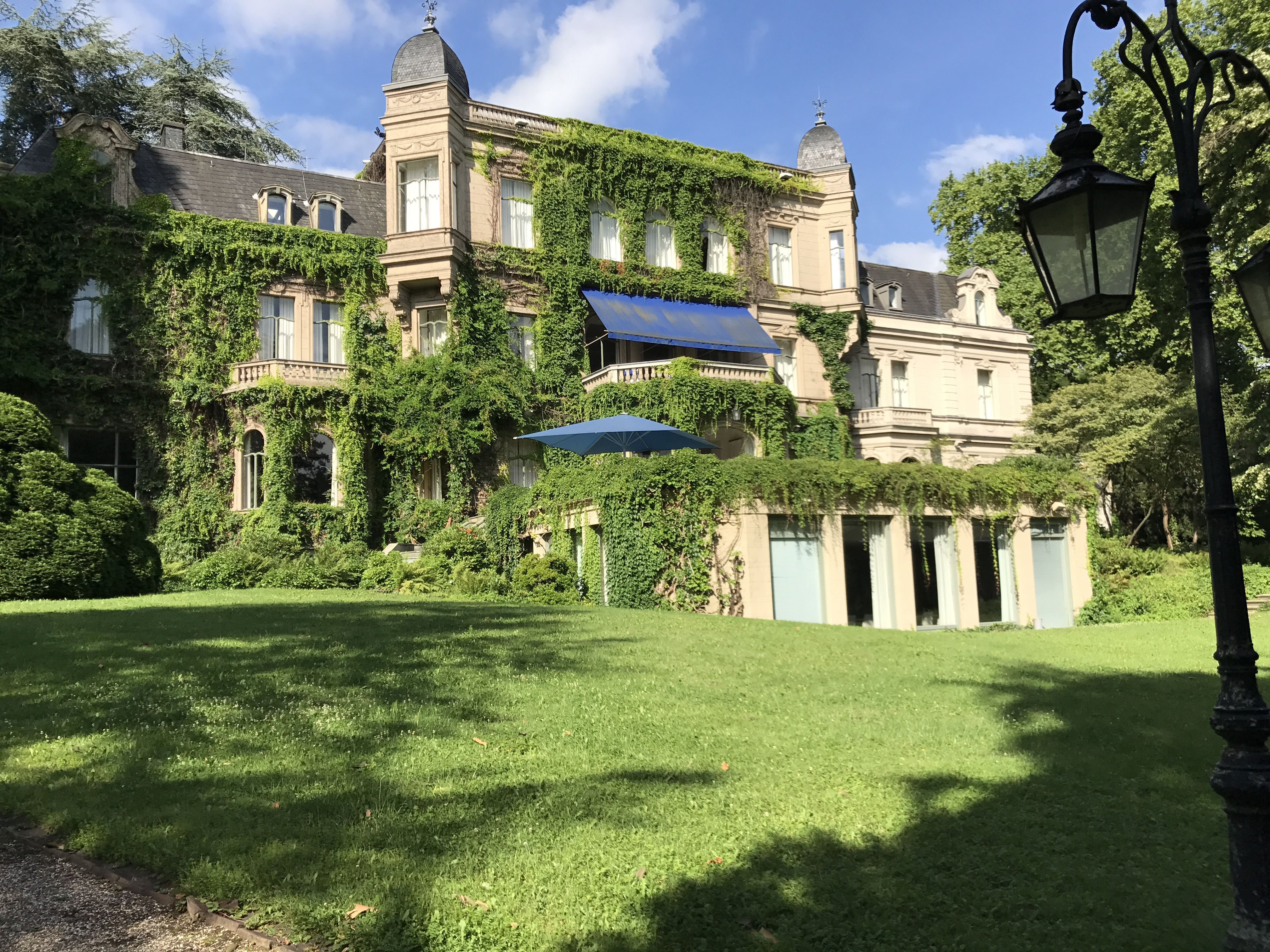
Marienburg (2017)

Die Marienburg ist eine Villa im heutigen Kölner Stadtteil Marienburg, die 1844/45 errichtet wurde und ihre heutige Gestalt bei Umbauten in den Jahren 1891/92 und 1906/07 erhielt. Sie ist namensgebend und war Ausgangspunkt für die Entstehung dieses Stadtteils und Villenvorortes. Die Marienburg steht als Baudenkmal unter Denkmalschutz.

## Lage
Die Marienburg (Adresse: Parkstraße 55) liegt im äußersten Südosten des Stadtteils auf einer gut 57 m ü. NHN messenden Anhöhe inmitten einer 52.000 m² umfassenden Parkanlage, die von der Militärringstraße im Südosten bis zur Parkstraße im Nordwesten reicht, rund 180 m vom Rheinufer (Oberländer Ufer) entfernt.

## Geschichte

### Landsitz Marienburg

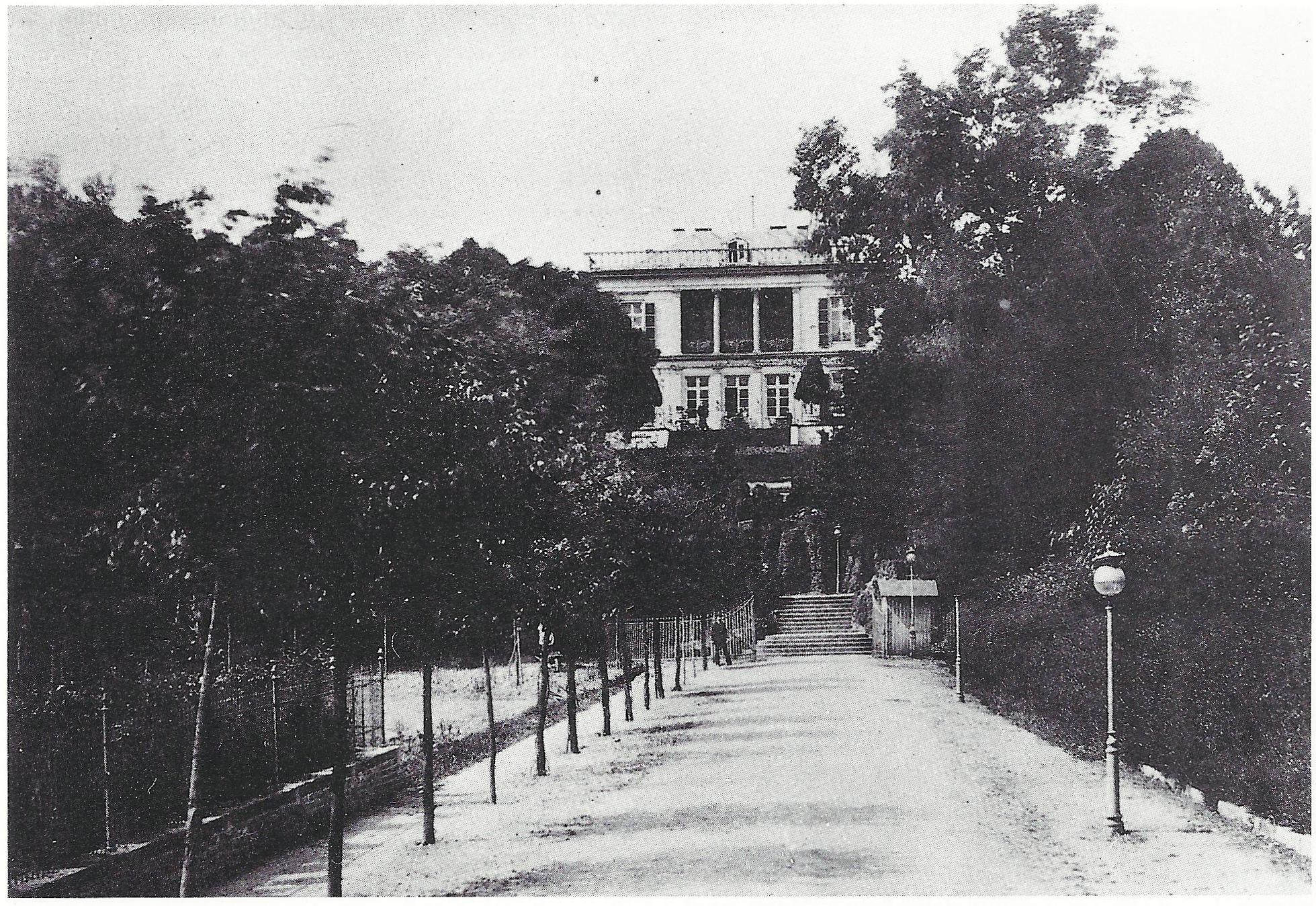
Villa Marienburg (um 1885)

Die Marienburg, zunächst als „Landsitz Marienburg“ bezeichnet, entstand 1844/45 als klassizistisches Land- bzw. Herrenhaus für den Bauherrn Paul Joseph Hagen (1800–1868), einen Kaufmann, Schiffsbestätter und Bodenspekulanten, gemäß einer stilistischen Zuschreibung nach einem Entwurf des befreundeten Architekten und vormaligen Stadtbaumeisters Johann Peter Weyer (1794–1864). Sie befand sich auf dem Gelände einer zum Rhein liegenden Anhöhe, des ehemaligen Galgenbergs der Gemeinde Rondorf, das Paul Joseph Hagen gemeinsam mit umliegenden Ackerflächen im Oktober 1843 auf einer Versteigerung für 2.700 Thaler vom Kirchenvorstand der Pfarrkirche zu Rodenkirchen erworben hatte. Der Grundstückskaufvertrag war mit der Verpflichtung verbunden, hier innerhalb eines Jahres ein Gebäude mit Baukosten von mindestens 4.000 Talern zu errichten („Gebaulichkeiten von wenigstens 4000 Thaler zu errichten“).
Das Grundstück umfasste drei Flurstücke mit einer Fläche von insgesamt 43 Morgen, 236 Ruthen und 59 Fuß. Gemeinsam mit der Marienburg ließ Hagen einen zur Verpachtung vorgesehenen Wirtschaftshof bzw. ein Ackergut errichten, das sich im heutigen Bereich von Parkstraße/Unter den Ulmen/Kastanienallee mit der Ulmenallee als Hofzufahrt befand und im Geviert errichtete Ökonomiebauten, eine Pächterwohnung, ein Backhaus, eine Schmiede sowie angrenzende Baum- und Gemüsegärten umfasste. Mit der Planung der Garten- und Parkanlagen war der Gartenarchitekt Jacob Greiß (1800–1853) betraut, Leiter des Botanischen Gartens und städtischer Gartendirektor.:586
Stadtgeschichtlich gehört die Marienburg zu einer geringen Anzahl stattlicher Landhäuser, die – in der Zeit der Rheinromantik – in den 1830er- und 1840er-Jahren außerhalb der noch bestehenden mittelalterlichen Stadtmauer von Köln in landschaftlich reizvoller Lage entstanden. Im Zuge des seinerzeitigen Baubooms arbeitete Paul Joseph Hagen als einer der bedeutendsten Immobilienmakler und Bodenspekulanten der Stadt zur Abwicklung der Grundstücksgeschäfte eng mit dem Bankier Wilhelm Ludwig Deichmann sowie mit Johann Peter Weyer nach dessen Ausscheiden als Stadtbaumeister (1843/44) zusammen. Nachempfunden wurde die Marienburg dem Neuen Pavillon (1824/25) in Berlin-Charlottenburg und besaß als charakteristisches Merkmal eine umlaufende Balustrade im Dachbereich. Anlass für die Namensgebung des Landhauses war Hagens Tochter (Anna) Maria (Jacobie Adelaide), vermutlich in Verbindung mit dem ebenfalls ihm gehörenden und in Marienburg gelegenen Gut Alteburg.:XVII
1849 sah sich Paul Joseph Hagen aufgrund des Zusammenbruchs der Kölner Grundstückspekulationen gezwungen, das Gut Marienburg mitsamt einem Großteil der umliegenden Ländereien zu veräußern.:586 Neuer Besitzer wurde das Bankhaus Sal. Oppenheim, das den Gutshof durch einen Ökonomen bewirtschaften ließ. Im Februar 1868 erwarb Ernst Leybold (1824–1907), ein aus Rothenburg ob der Tauber stammender Kaufmann, gemeinsam mit seinem aus dem thüringischen Frankenhausen stammenden Freund und Geschäftspartner Adolph Davignon die seinerzeit leerstehende Marienburg vom Bankhaus Sal. Oppenheim einschließlich einer 20 Morgen großen Parkanlage und 60 Hektar Feldern (bis zur Bonner Straße reichend). Leybold soll, vermutlich im Jahr vor dem Erwerb, bei einem Spaziergang auf die Marienburg und ihre Umgebung aufmerksam geworden sein.:587 Daraufhin beschloss er, von dort aus die Anlage einer Villenkolonie als Vorstadt mit den Vorzügen eines städtischen Lebens und ländlicher Umgebung zu planen, die bis an den Ortsrand von Rodenkirchen reichen sollte. Durch den Erwerb 80 weiterer Parzellen, der auf Vermittlung eines auf dem Gut Alteburg lebenden Ökonomen zustande kam, erhielt Leybold ein entsprechendes Gebiet.:XVIII 1871 wurde er mit dem Ankauf der Anteile von Avignon alleiniger Besitzer der Marienburg. Es folgte eine umfassende Renovierung, nach deren Abschluss Leybold sie 1874 mit seiner Familie bezog.:587

### Marienburg als Restaurationsbetrieb

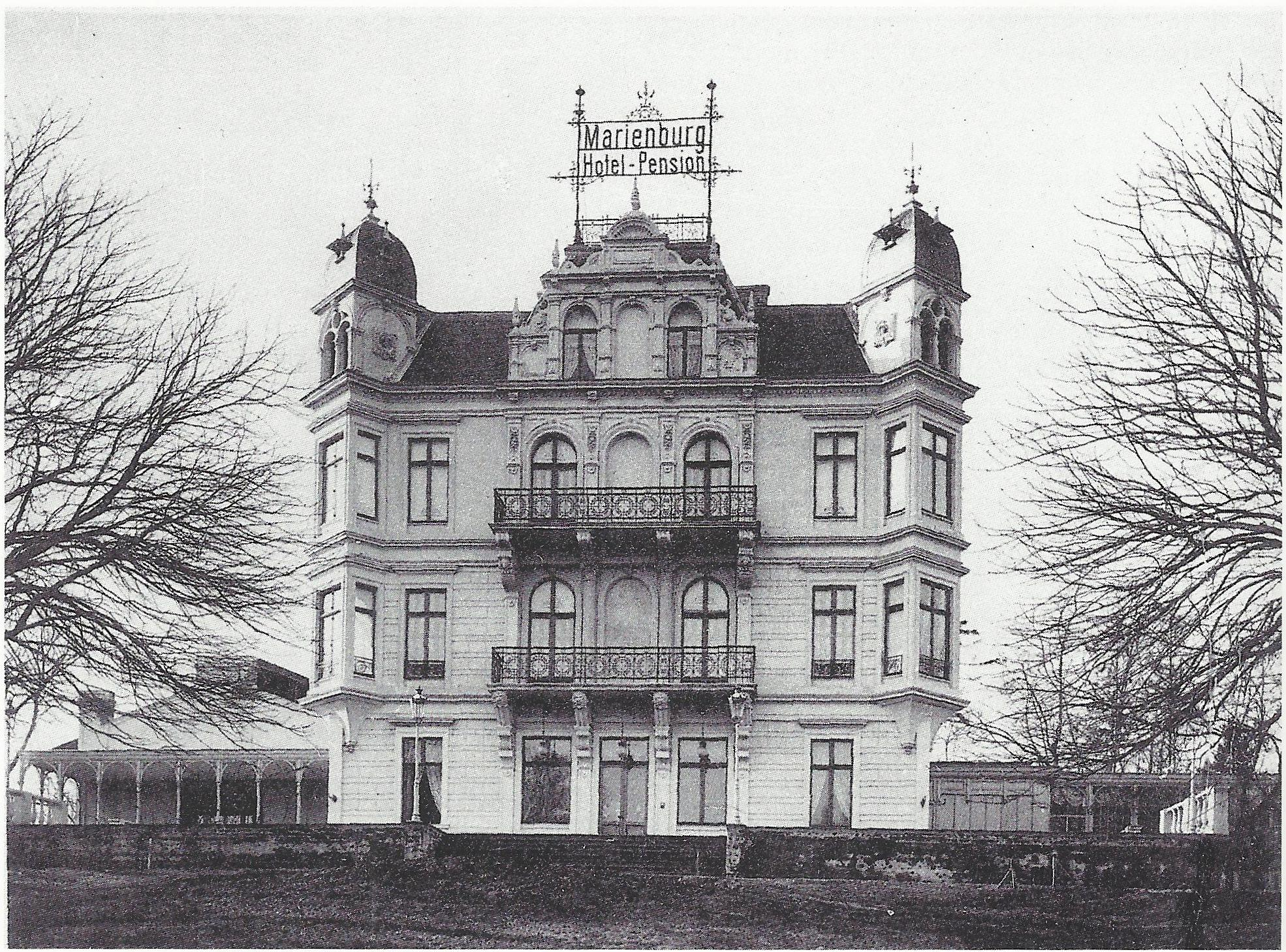
Villa Marienburg nach dem Umbau von 1891/92 (1892/93)

Um 1879 zog Ernst Leybold aufgrund geringer Fortschritte bei der Realisierung seines Projekts einer Villenkolonie und dem sich als beschwerlich erweisenden langen Anfahrtsweg in die Stadt wieder nach Köln zurück. Die Marienburg fand eine neue Nutzung als gastronomischer Betrieb, der auch Konzertveranstaltungen ausrichtete, sich zu einem der beliebtesten Ausflugslokale der Kölner entwickelte und ab 1879 auch über eine neu erbaute Pferdebahn sowie einen Raddampfer erreichbar war. Als Eigentümer der Marienburg trat nunmehr nicht mehr Ernst Leybold, sondern eine ihm jeweils anteilig gehörende sowie wechselnde Namen und Rechtsformen annehmende Immobiliengesellschaft auf: zunächst die „Immobiliengesellschaft Marienburg“ (1876–1879), die „Aktiengesellschaft Marienburg-Köln“ (ab 1879) und später die „Kölnische Immobilien-Gesellschaft“ (ab 1892).:588 Die zum ursprünglichen Ackergut Marienburg gehörenden Wirtschaftsgebäude fielen bis 1886 (vollständig bis 1907/08) weitgehend der weiteren Bebauung des Stadtteils zum Opfer.:586 1890 wurde der schmale, vom Rhein zur Villa führende Weg befestigt.:593
Um 1890 wurde die Marienburg bei einem Brand teilweise zerstört, woraufhin 1891/92 nach Plänen des – von der Aktiengesellschaft Marienburg-Köln bevorzugt beauftragten – Architekten Josef Crones (1848–1934) ein Wiederaufbau erfolgte. Er nahm schlossähnliche Formen an, übertraf die vormalige Villa um ein Stockwerk einschließlich giebelbekrönter Mittelachse und wurde unter Erhalt von Details wie des Quaderputzes um neue ergänzt, darunter turmartige Eckerker an der Rheinseite und Verzierungen in Formen der Renaissance an der Mittelachse. Die Marienburg diente jetzt ausweislich einer rheinseitig in großen Lettern angebrachten Werbung als „Hotel-Pension“, für die im Zuge des Wiederaufbaus beidseitig der bisherigen Villa eingeschossige Flügelbauten sowie ein großer Festsaal und im Zentrum der Parkanlage ein Konzertsaal entstanden waren.:589 Zu der Hotelanlage gehörten auch ein Kinderspielplatz, Karussells und Schaukeln, die zeitweise Ausgangspunkt eines Kirmesbetriebs waren. 1898 erfuhr die Nordseite der Villa eine Erweiterung um einen langgestreckten Küchenanbau.:590

### Villa Schütte
Im April 1906 verkaufte die Kölnische Immobilien-Gesellschaft die Marienburg mit der umliegenden Parkanlage für 590.000 Mark an den Fabrikanten Heinrich Schütte, den zuvor in Bonn ansässigen Inhaber der Firma Alfred H. Schütte. Er ließ sie in der Folge nach Plänen des Bonner Architekten und königlichen Baurats Anton Wingen weiter in Richtung eines Schlosses und einer der größten Villen Kölns:30 umbauen und erweitern. Die Veränderungen erfolgten nach dem Vorbild französischer Architektur: Dem Kernbau wurden beidseitig zweigeschossige mansardgedeckte Flügel angefügt, die mit Schmuckformen des Barock und des Empire gestaltet wurden. Der Kernbau erhielt neu hinzugefügte Dekorationen, Fenster und einen überarbeiteten Giebel; das Innere nahm zahlreiche Säle und Salons auf. Die Ausführung der Stuckdekurationen am Außen- und Innenbau übernahm die Kölner Firma Hans Hunzinger („Bildhauer-, Stuck- und Fassadenausführungen“). Der Hauseingang befand sich nunmehr an der Parkstraße. Im Zuge dieses erweiternden Umbaus der Marienburg entstanden auch eine zur Parkstraße gelegene Einfriedung einschließlich eines schmiedeeisernen Tors sowie ein davor aufgestellter Brunnen (s. u.) und zum Grundstück Parkstraße 61 hin ein Remisengebäude mit Stallungen sowie Wohnungen für Kutscher und Gärtner und ein Komplex aus Gewächshäusern nebst Rosengarten.:590 Zu den weiteren Baumaßnahmen Heinrich Schüttes, die noch 1906/07 umgesetzt wurden, gehörte die Errichtung einer barocken, „festlichen“:24 Treppenanlage mit Balustraden und Terrassen als neuer Zugang zur Villa.:593

### Villa Gerling
Nach Ende des Ersten Weltkrieges wurde die Marienburg 1918 von der britischen Besatzungsmacht beschlagnahmt, die sie für ihren Oberkommandierenden beanspruchte.:33 Im Zuge der Hyperinflation zu Beginn der 1920er-Jahre verkaufte Heinrich Schütte das Anwesen am 22. November 1922 für 41 Millionen Mark an Robert Gerling, Generaldirektor des Gerling-Konzerns, der sie jedoch aufgrund der Beschlagnahme noch nicht nutzen konnte.:593:43 Nachdem diese 1926 geendet hatte, wurde die Marienburg als Privatdomizil Gerlings und seiner Familie gründlich saniert und geringfügig umgebaut. Die Umbauten führte die Kölner Firma H. Pallenberg nach deren eigenen Entwürfen aus, diese beinhalteten eine Entfernung fast aller Empire-Dekorationen sowie ihre Ersetzung durch tonige Innenausbauten im Stil der deutschen Renaissance. Nach Gerlings Tod (1935) verblieb die Villa im Besitz der Familie, als deren Bewohner nach der Auswanderung oder durch die Teilnahme am Zweiten Weltkrieg bedingten Abwesenheit der Söhne ab 1942/43 nur noch der – selbst im Kriegsdienst stehende – Hans Gerling (1915–1991) mit seiner eigenen Familie übrigblieb.:55:594
Bei den Bombenangriffen auf Köln im alliierten Luftkrieg wurde die Marienburg von einer Brandbombe – die Parkanlage von einigen weiteren – getroffen, dabei das Dachgeschoss zerstört und später nicht wiederhergestellt.:585:55 Nach Kriegsende übernahmen amerikanische Besatzungstruppen für einige Wochen die Villa und entwendeten die noch vorhandenen Möbelstücke.:57 Anschließend bezog sie wieder Hans Gerling mit seiner Frau, die die Wiederherstellung und den Ausbau des Gebäudes in Angriff nahmen: 1952 eine Renovierung des Erdgeschosses, 1954 der Schlafzimmer, 1956 die Einrichtung eines Aufzugs und 1960 die eines Innenschwimmbads im Hanggeschoss unterhalb der alten Terrasse (Architekten: Hanns Koerfer, Hans Menne und Horst Mattow). 1968 wurde schließlich der Dachbereich neu gestaltet und wieder mit den im Krieg zerstörten seitlichen Turmspitzen sowie in Anlehnung an die ursprüngliche Villa mit einer Balustrade versehen:57, 1969 entstand ein rund 100 m² großer gläserner Pavillon-Anbau an der Westseite. Die Inneneinrichtung der Privaträume erfolgte im Stil der 1960er-Jahre und beinhaltete auch eine Sammlung moderner Kunst.:59
Auch Hans Gerlings Sohn Rolf (* 1954) wuchs auf der Marienburg auf. Nach dem Tod von Hans Gerling und seiner Frau (1990/91) diente die Villa nach einer vollständigen Renovierung seit 1992 als Managerschule und „Corporate Home“ des Gerling-Konzerns und später der Talanx-Gruppe bis Mitte 2020 mit der ehemaligen Remise als 25 Zimmer umfassendes Gästehaus und wurde von diesen gelegentlich für öffentliche Veranstaltungen bereitgestellt.:594:71 In den Jahren 2019 und 2020 wurde die Außenfassade grundlegend renoviert, in diesem Rahmen wurde der Grünbewuchs am Gebäude weitgehend entfernt. Die Eintragung der Marienburg in die Denkmalliste der Stadt Köln erfolgte am 4. Januar 1991.

## Brunnen

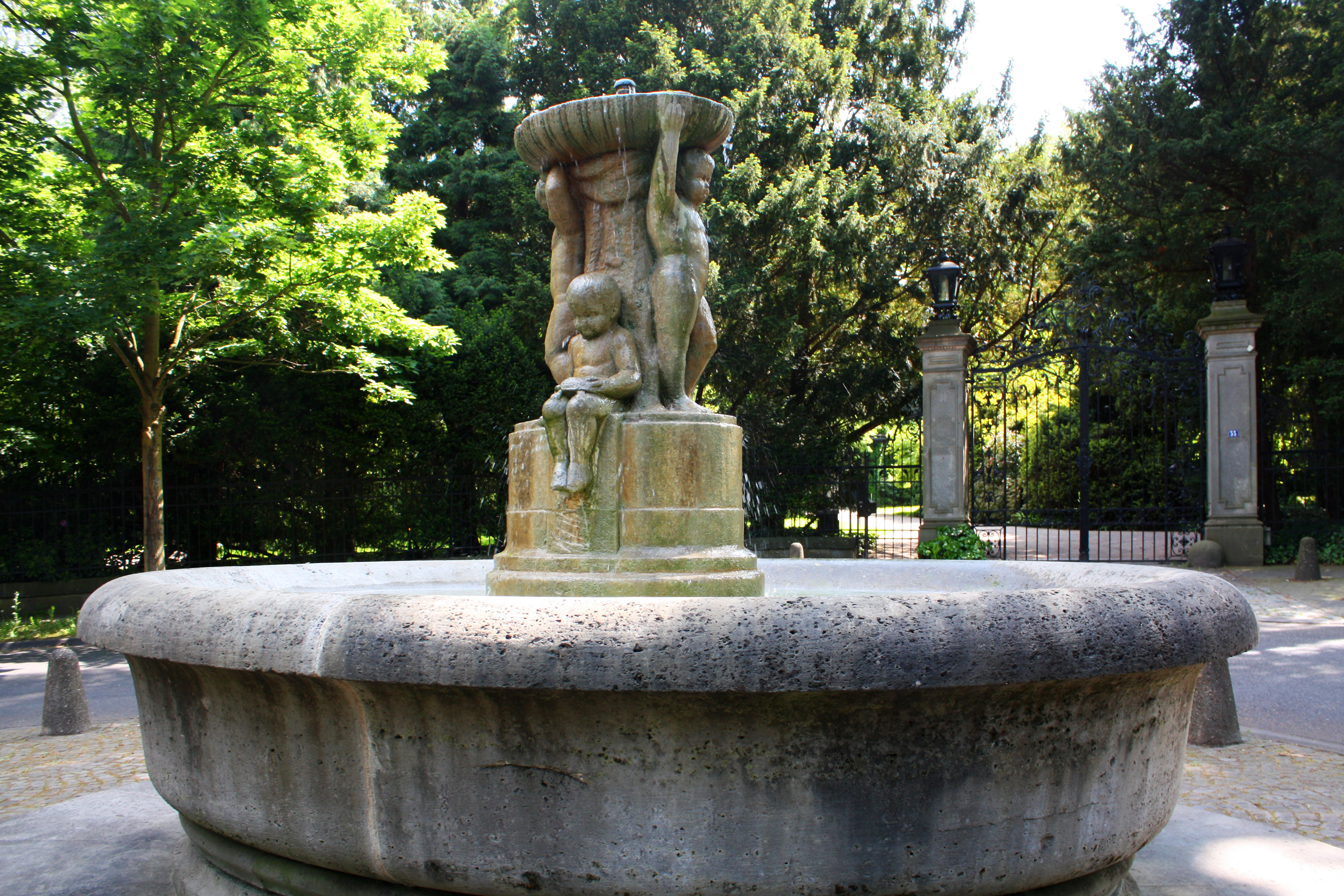
Brunnen vor der Marienburg (2010)

Vor dem Haupteingang zur Marienburg steht ein Brunnen, den Heinrich Schütte als seinerzeitiger Besitzer der Villa 1906/07 errichten ließ. Er zeigt in seinem Zentrum zwei sitzende und zwei stehende unbekleidete Kinderfiguren (Putten), für die vermutlich Schüttes Töchter Modell standen. Der Brunnen ist in der auf die Antike zurückgehenden Bauform eines sogenannten Schalenbrunnens ausgeführt, bei dem das Wasser – hochgepumpt in einem Rohr – in eine kleine Schale fließt, von der aus das Brunnenbecken gefüllt wird. Er steht seit dem 1. Juli 1980 als Baudenkmal unter Denkmalschutz.:583